# Forjadores de Pachuca
Forjadores de Pachuca är en ort i Mexiko.   Den ligger i kommunen Mineral de la Reforma och delstaten Hidalgo, i den sydöstra delen av landet, 80 km nordost om huvudstaden Mexico City. Forjadores de Pachuca ligger 2 351 meter över havet och antalet invånare är 3 706.
Terrängen runt Forjadores de Pachuca är kuperad norrut, men söderut är den platt. Runt Forjadores de Pachuca är det tätbefolkat, med 982 invånare per kvadratkilometer. Närmaste större samhälle är Pachuca de Soto, 7,6 km norr om Forjadores de Pachuca. Omgivningarna runt Forjadores de Pachuca är i huvudsak ett öppet busklandskap.